# Emily Thornberry
Emily Thornberry, née le 27 juillet 1960 à Londres, est une avocate et femme politique britannique membre du Parti travailliste.

## Jeunesse et études
Sa mère, qui l'élève seule, est enseignante et engagée en politique dans le Parti travailliste. Son père est avocat spécialisé dans la défense des droits de l'homme. Emily Thornberry étudie le droit à l'Université du Kent, et devient barrister (avocate), se spécialisant comme son père dans la protection des droits de l'homme. Son époux Christopher Nugee, qu'elle rencontre durant ses études, devient juge à la Haute Cour de justice.

## Carrière politique
Elle est élue députée de la circonscription d'Islington-Sud et Finsbury à la Chambre des communes lors des élections législatives de mai 2005, représentant le Parti travailliste. Elle est réélue en 2010 et en 2015. Les travaillistes étant dans l'Opposition à partir de 2010, elle occupe successivement diverses fonctions au cabinet fantôme. D'octobre 2011 à novembre 2014, elle y est procureur général fantôme, sous Ed Miliband. De janvier à juin 2016, dans le cabinet fantôme de Jeremy Corbyn, elle est ministre fantôme de la Défense, avant d'être nommée ministre fantôme des Affaires étrangères.
En décembre 2019, elle se déclare candidate à la succession de Jeremy Corbyn à la direction du Parti travailliste.

## Décoration
- Dame commandeur de l'ordre de l'Empire britannique[5]